# Koi wa Accha Accha / Yumemita Fifteen
Koi wa Accha Accha / Yumemita Fifteen (恋はアッチャアッチャ/夢見た 15年 Amor es Accha Accha / 15 Años de ensueño?) es el sencillo N° 26 de Angerme. Fue lanzado el 10 de abril de 2019 en 5 ediciones: 2 regulares y 3 limitadas. La primera edición de las ediciones regulares incluyó una tarjeta coleccionable aleatoria de 13 tipos según la versión (26 en total). La edición limitada SP incluyó una lotería de eventos. tarjeta de número de serie. Este es el sencillo debut de los miembros de la séptima generación, Haruka Oota y Layla Ise, y el último single del miembro y líder de la primera generación, Ayaka Wada.

## Información
"Yumemita Fifteen" es la canción de graduación de Wada Ayaka. Es un homenaje a sus 15 años de historia con Hello! Project (Empezando en 2004 con unirse a Hello Pro Egg), así como a los cambios que atravesó el grupo desde su época como S/mileage hasta que se convirtieron en Angerme, con el título de un retroceso al gran single de debut de S/mileage "Yumemiru fifteen". Kanon Fukuda, quien fue uno de los cuatro miembros originales de S/mileage con Wada, escribió la letra. La letra y la coreografía de la canción contienen referencias a sencillos anteriores a lo largo de su historia. El telón utilizado para las tomas de baile es una referencia al utilizado en "Yumemiru Fifteen".

## Lista de canciones

### CD
- Koi wa Accha Accha
- Yumemita Fifteen
- Koi wa Accha Accha (Instrumental)
- Yumemita Fifteen (Instrumental)

### Edición Limitada A
- Koi wa Accha Accha (Music Video)

### Edición Limitada B
- Yumemita Fifteen (Music Video)

### Edición Limitada SP
- Koi wa Accha Accha (Dance Shot Ver.)
- Yumemita Fifteen (Dance Shot Ver.)

### Special BOX Set Making
- Koi wa Accha Accha (Making Movie)
- Yumemita Fifteen (Making Movie)

### Event V
- Koi wa Accha Accha (Close-up Ver.)
- Yumemita Fifteen (Close-up Ver.)

## Miembros Presentes
- 1ª Generación: Ayaka Wada (Último sencillo)
- 2ª Generación: Kana Nakanishi, Akari Takeuchi, Rina Katsuta
- 3ª Generación: Mizuki Murota, Rikako Sasaki
- 4ª Generación: Moe Kamikokuryo
- 5ª Generación: Momona Kasahara
- 6ª Generación: Musubu Funaki, Ayano Kawamura
- 7ª Generación (Debut): Haruka Oota, Layla Ise